# Hamburg-Ottensen
Ottensen er en bydel i Bezirk Altona i den tyske bystat Hamborg.

## Historie
Ottensen er allerede nævnt i 1310, og i 1313 fik klosteret Harvstehude besiddelser her. I 1344 havde byrådet i Hamborg landsbyen i sin besiddelse. Fra 1390 var den sæde for fogederne fra grevskabet Pinneberg.
I 1474 ejede dominikanerklosteret i Hamborg en gård her. I 1570 erhvervede klosteret Harvstehude landsbyerne Ottensen og Othmarschen.
Ottensen og Altona begyndte at udvikle sig til flækker med et betydeligt håndværk i slutningen af 1500-tallet og begyndelsen af 1600-tallet. Kirken i Ottensen var i begyndelsen kun et kapel og en filial af Petrikirken i Hamborg, men fra 1548 fik den sin egen prædikant. Altona hørte ind under kirken indtil, at der i 1649 blev opført en egen kirke for denne by. En stor del af Altona blev bygget på jord, som oprindelig hørte under Ottensen. Ottensen kom i 1640 under dansk styre, da Grevskabet Pinneberg tilfaldt den danske krone.
I 1716 opholdt Peter den Store sig i flere dage i Ottensen.
Christianskirche blev opført i 1735-38 efter tegninger af Otto Johann Müller. Kirken fik navn efter Christian VI.
Omkring år 1800 blev der fundet en sund kilde her, som havde stor tilstrømning, som fortsatte i årene 1810 og 1811. Ifølge den i samtiden berømte Pfaff fortjente brugen af denne sundhedskilde al opmuntring.
Nærheden til Hamborg og Altona gjorde, at bebyggelsen omkring midten af 1800-tallet voksede stærkt: i 1845 havde byen 2.406 indbyggere, i 1855 4.291 indbyggere.
Det har sikkert spillet en rolle for byens udvikling, at i 1830-erne og 1840 blev Altona endepunkt og knudepunkt for Holstens hovedlandevejsnet, der blandt andet omfattede vejen fra Kiel over Neumünster til Altona (12¼ mil lang) og vejen fra Elmshorn over Uetersen og Wedel til Altona (5 mil lang). Vejene skulle være chausséer med faste belægninger af sten og grus og 16 alen brede mellem grøfterne. Mellem 1830 og 1832 anlagdes chausséen fra Altona til Kiel, i 1838 anlagdes strækningen fra Lübeck til Altona (med forbindelse til Hamborg) og frem til 1848 yderligere strækningen Altona-Segeberg-Neustadt.
Ligeledes blev Altona endepunkt for jernbanen til Kiel anlagt 1844 som helstatens første. Stationen kom til at ligge lige ved bygrænsen til Ottensen. I 1845 opførtes yderligere to sidebaner, Rendsborg-Neumünster-banen og Glückstadt-Elmshorn-banen.
Af stor betydning blev det tillige, at fra 1853 blev fastlagt en ny toldgrænse mellem Ottensen og Altona, hvilket bidrog til, at der i Altona ikke skete nogen yderligere forretningsudvikling eller industrialisering, mens i stedet Ottensen oplevede en voldsom fremgang, der senere også bredte sig til Bahrenfeld efter opførelsen af forstadsbanen fra Altona til Blankenese.
De hjemmehørende handelsskibes antal og læstedrægtighed i Ottensen fremgår af nedenstående tabel:
| År   | Antal | kmcl |
| ---- | ----- | ---- |
| 1824 | 28    | 110  |
| 1832 | 20    | 306  |
| 1833 | 20    | 306  |
| 1834 | 21    | 323  |
| 1835 | 20    | 328½ |
| 1836 | 18    | 230½ |
| 1837 | 22    | 416  |
| 1838 | 22    | 413½ |
| 1839 | 22    | 424  |

I 1855 fandtes her 15 tobaksfabrikker, 1 cicoriefabrik, 4 sæbefabrikker, 2 glashytter, 1 porcellæns- og glasmaleri, 1 guldlistefabrik, 1 klaverfabrik, 1 spejlfabrik, 2 bomulds- og vatfabrikker, 1 fabrik for bomuldsvarer, 1 eddikefabrik, 1 jernstøberi, 1 hattefabrik, 1 chokoladefabrik, 1 cigarfabrik, 1 sennepsfabrik, 1 maskinbyggeri, 1 korkskæreri. Endvidere fandtes 12 høkere og 23 gæstgiverier. Desuden var her et toldsted.

### Under Preussen
Efter den 2. Slesvigske Krig i 1864) blev den i 1866 en del af den preußiske provins Slesvig-Holsten.
derefter udviklede Ottensen sig til et af Nordtysklands betydelige industriområder, ikke mindst efter det i 1867 kom med i den Tyske Toldunion (Deutschen Zollverein), mens Altona og Hamburg ikke deltog. Indenfor 60 år steg indbyggertallet fra 2.411 i 1840 til 18.635 i 1885 og 37.738 i 1900.
Først i 1871 fik byen stadsrettigheder. I 1889 blev den indlemmet i Altona.

## Kendte personer fra Ottensen
- Wolf Biermann (* 1936), tysk sangskriver
- Friedrich Gottlieb Klopstock (1724-1803), tysk/dansk digter
- Olaf Scholz (*1958), Arbejds- og socialminister (SPD) Bundeskanzler (2021- ), boede i Ottensen